# 奈諾沙星
奈諾沙星（Nemonoxacin）（商品名太捷信（Taigexyn））是一種非氟喹诺酮类抗菌药物。奈诺沙星的抗菌機轉與其他氟喹諾酮（fluouroquinolones）相同，皆是抑制細菌的DNA旋转酶，抑制細菌DNA的合成及複製，以及細胞分裂。
奈诺沙星目前已經在台灣、中國大陆上市，在俄羅斯等地已完成三期臨床試驗，並完成美國第二期臨床試驗，正進行第三期臨床試驗。美国食品药品监督管理局（FDA）已授予奈诺沙星合格感染性疾病產品資格（QIDP）及快速審查資格，預期將應用於社區性肺炎及急性細菌性皮膚與皮膚組織感染。

## 適用範圍
奈诺沙星為广谱抗生素，藥效潛能較同屬喹諾酮類抗細菌藥的左氧氟沙星和莫西沙星為佳，可對抗多種革蘭氏陽性菌、革兰氏阴性菌、非典型感染菌等。该药物的特色為能對抗多種抗藥性極強的病原體，如耐甲氧西林金黄色葡萄球菌（MRSA）、抗喹諾酮之耐甲氧西林金黄色葡萄球菌（QR-MRSA）、抗萬古黴素金黄色葡萄球菌（VRSA）、多重抗藥性肺炎鏈球菌（MDRSP）、艰难梭菌（C.difficile），以及抗盤尼西林肺炎鏈球菌（PRSP）等。
奈诺沙星對於部分革蘭氏陰性菌的效用較弱，例如大腸桿菌、奇异变形杆菌，及綠膿桿菌等等。

## 歷史
奈诺沙星由宝洁（P&G）醫藥部門研發至Ia期临床试验。2004年10月，药物被授權给台灣太景生技公司进行后续研發，同时太景还取得了在中国大陆、台湾、韩国、印度尼西亚、马来西亚、菲律宾、新加坡和泰国的开发和商业化权利。
2009年Warner Chilcott收购了宝洁公司的全球制药业务。2010年10月，II期临床试验完成后，太景与Warner Chilcott修订了许可协议，Warner Chilcott保留了在美国和欧洲开发和商业化奈诺沙星的权利。在之后的2011年12月，Warner Chilcott将全部授权转让给太景，并退出了奈诺沙星的开发。
2012年，太景将奈诺沙星在中国大陆的生产销售权授权给浙江医药股份有限公司。2014年，太景将奈诺沙星在土耳其、俄罗斯和独联体国家的生产销售权授权给R-Pharm公司。2016年，太景将奈诺沙星在南美洲国家的生产销售权授权给Productos Científicos公司。
奈诺沙星首先于2014年在台湾上市，为全球首个上市的地区。此后，中国大陆于2016年批准了奈诺沙星的上市。